# 布萊塞特岩
73°39′S 3°57′W / 73.650°S 3.950°W
布萊塞特岩，是南極洲的岩石，位於毛德皇后地的瑪塔公主海岸，處於恩登角東南面9公里的基爾萬海崖，挪威製圖師根據測量和拍攝的空中照片繪入地圖，現時由南極條約體系管理。